# Bennard Yao Kumordzi
Bennard Yao Kumordzi (* 11. November 1985 in Accra) ist ein ghanaischer Fußballnationalspieler.

## Erfolge
Im Januar 2007 erhielt Kumordzi eine Auszeichnung als bester Spieler der Vorrunde in der griechischen Super League.
Bisher bestritt er drei Länderspiele für die ghanaische Fußballnationalmannschaft und erzielte dabei ein Tor. Sein erstes Länderspiel bestritt er am 27. März 2007 gegen Brasilien, sein bisher letztes am 28. Juni 2007, als er gegen den Iran ein Tor schoss.
Auch hat Kumordzi bisher sechs UEFA-Cup- und vier UI-Cup-Spiele bestritten.